# トラオーナ
トラオーナ（伊: Traona）は、イタリア共和国ロンバルディア州ソンドリオ県にある、人口約2,800人の基礎自治体（コムーネ）。

## 地理

### 位置・広がり
ソンドリオ県西部のコムーネ。モルベーニョから西北西へ4km、コーリコから東へ12km、県都ソンドリオから西へ27km、州都ミラノから北北東へ81kmの距離にある。

#### 隣接コムーネ
隣接するコムーネは以下の通り。
- チェルチーノ
- チーヴォ
- コージオ・ヴァルテッリーノ
- メッロ
- モルベーニョ
- ノヴァーテ・メッツォーラ

### 地勢・地形
- 河川：アッダ川

### 地震分類
イタリアの地震リスク階級 (it) では、3 に分類される
。

## 行政

### 山岳部共同体
広域行政組織である山岳部共同体「ヴァルテッリーナ・ディ・モルベーニョ山岳部共同体」 (it:Comunità montana della Valtellina di Morbegno) （事務所所在地: モルベーニョ）を構成するコムーネの一つである。

### 分離集落
トラオーナには、以下の分離集落（フラツィオーネ）がある。
- Traona, Valletta, Pianezzo, Bioggio, Moncucco alto, Moncucco basso